# Altes Rathaus (Dinkelsbühl)

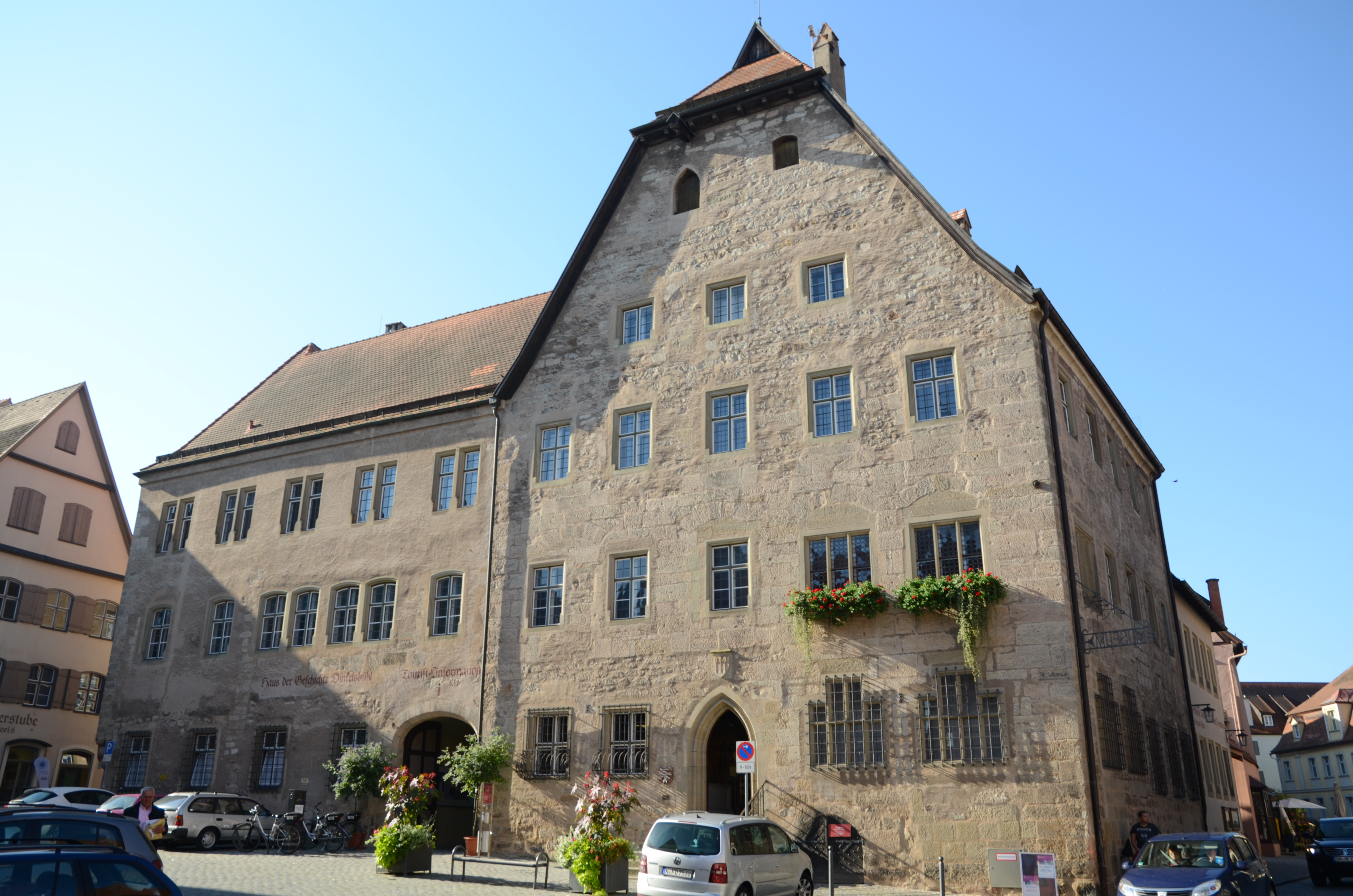
Altes Rathaus in Dinkelsbühl

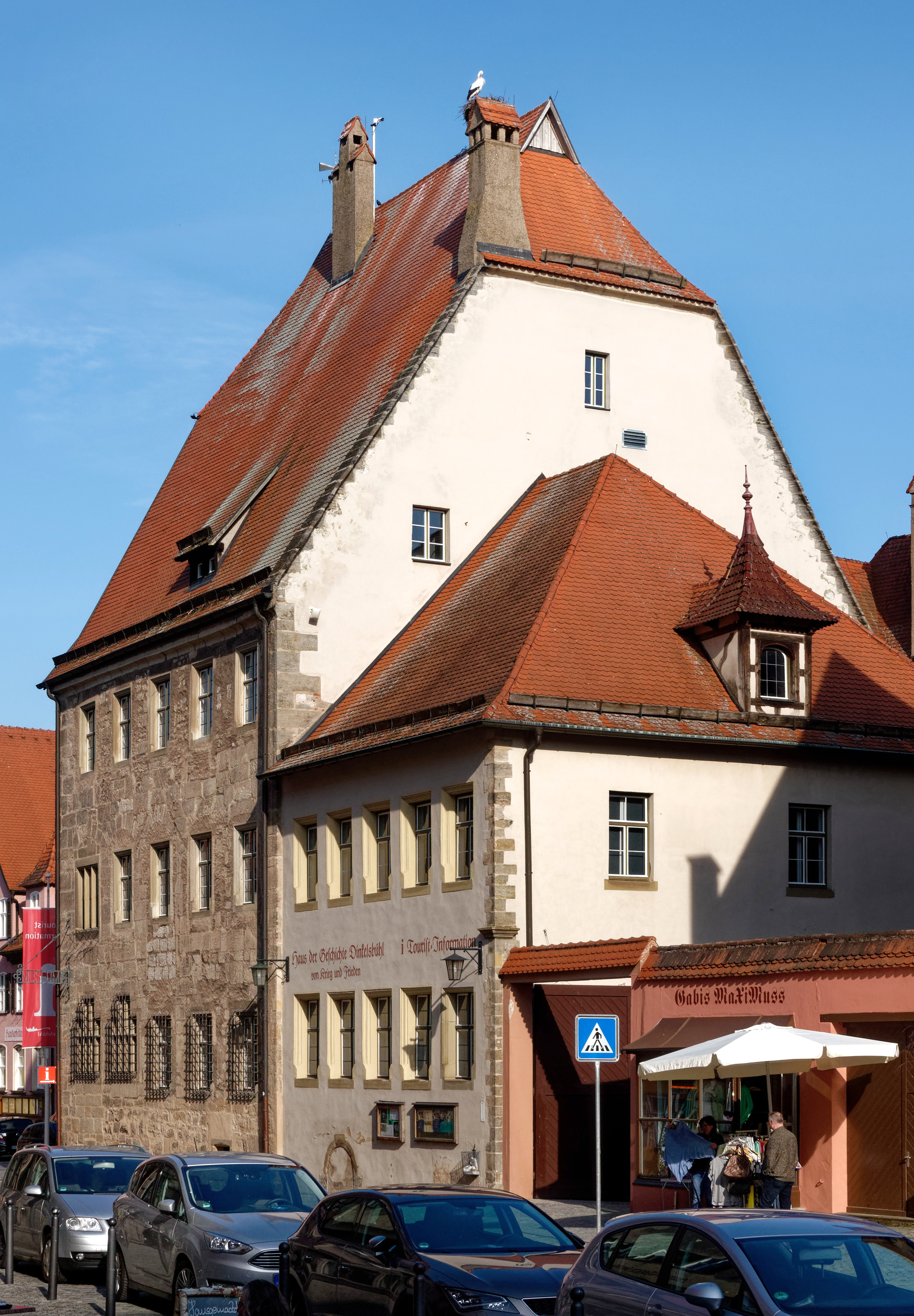
Das Haus der Geschichte im alten Rathaus.

Das Alte Rathaus in Dinkelsbühl, einer Stadt im mittelfränkischen Landkreis Ansbach (Bayern), wurde im Kern im 14. Jahrhundert errichtet. Das ehemalige Rathaus am Altrathausplatz 14 ist ein geschütztes Baudenkmal.

## Geschichte
Nachdem das am Ledermarkt gelegene Rathaus 1483/84 einem Brand zum Opfer gefallen war, erwarb die Stadt zwei Wohngebäude, um sie als Rathaus zu nutzen. Die beiden Gebäude wurden mit einem Torhaus verbunden. Als Dinkelsbühl seine Reichsunmittelbarkeit verloren hatte und 1806 zum Königreich Bayern kam, war das Rathaus zu groß geworden. Im Jahr 1855 zog die städtische Verwaltung in die ehemalige Sternwirtschaft an der Segringer Straße 30. Ab 1887 wurde das Gebäude als Schulhaus genutzt.

## Beschreibung
Das ehemalige Patrizierhaus ist eine dreigeschossige Vierflügelanlage mit Sattel- und Krüppelwalmdach. Der unverputzte Quaderbau besitzt ein Spitzbogenportal und eine Freitreppe. Eine durchgreifende Umgestaltung und Erweiterung erfolgte im 16. Jahrhundert. Nach einem Brand im Jahr 1919 erfolgte der Wiederaufbau.

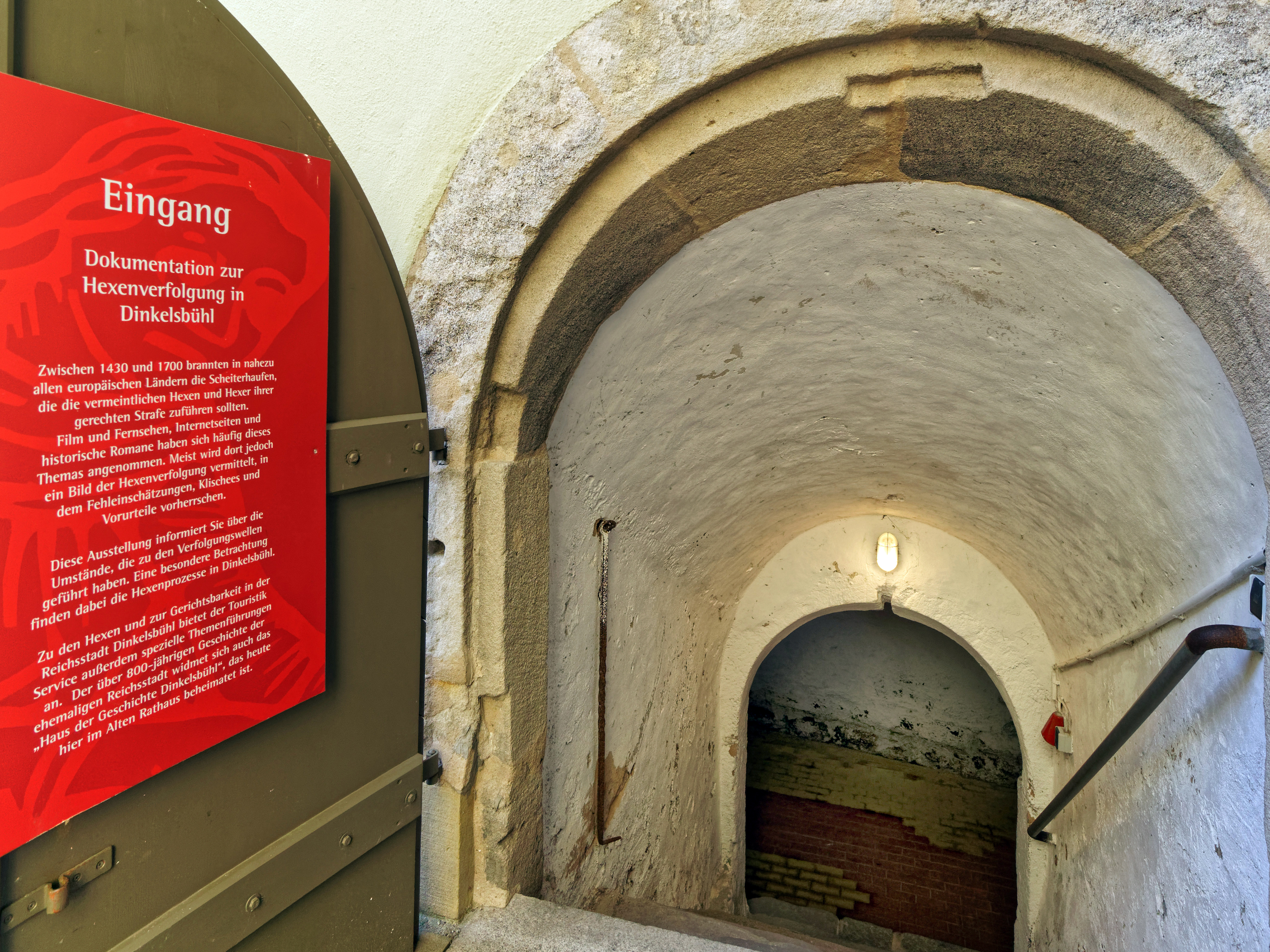
Dokumentation der Hexenverfolgung im Keller.

## Heutige Nutzung
Nach umfangreichen Renovierungsarbeiten beherbergt das Alte Rathaus heute das Haus der Geschichte Dinkelsbühl – Von Krieg und Frieden. Das am 18. Oktober 2008 eingeweihte Museum stellt anhand von 600 Exponaten die Stadtgeschichte dar.